# Morski Kościół Misyjny Niepokalanego Serca Maryi w Gdańsku
Morski Kościół Misyjny Niepokalanego Serca Maryi w Gdańsku – kościół należący do prowincji św. Franciszka z Asyżu Zakonu Braci Mniejszych w Poznaniu. Mieści się w Gdańsku, w dzielnicy Nowy Port.

## Historia

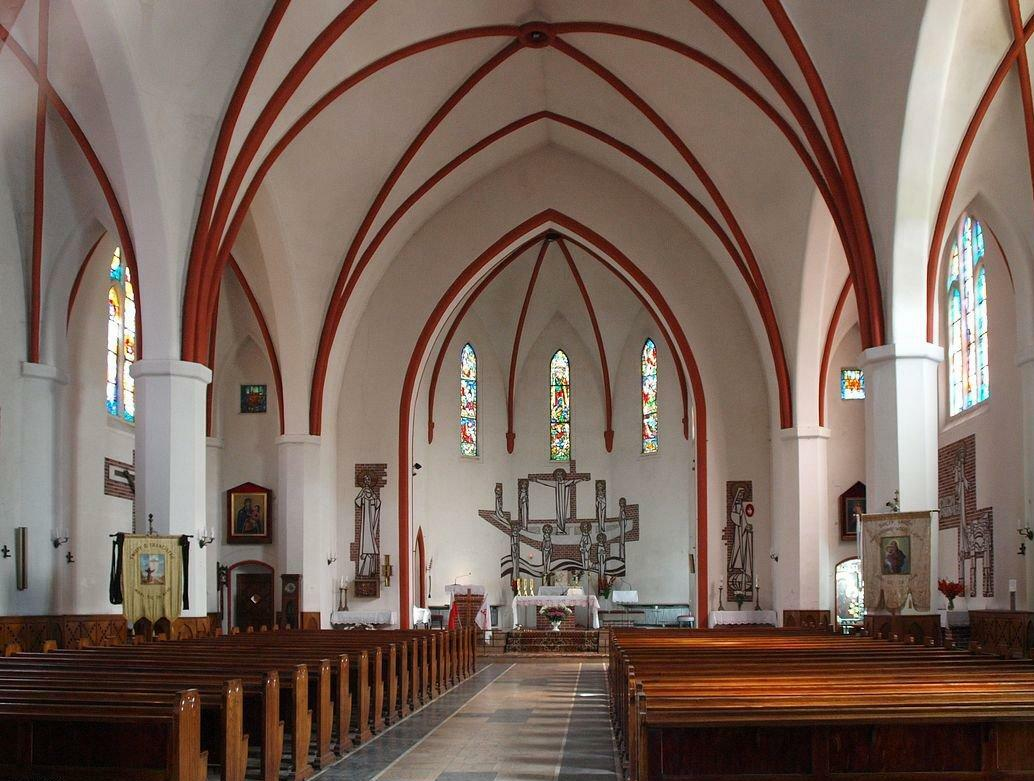
Wnętrze kościoła

Świątynia została zbudowana w 1905 roku jako ewangelicki Kościół Wniebowstąpienia (niem. Himmelfahrtskirche). Budowa kosztowała 205 tysięcy marek. Jedna trzecia kosztów została pokryta przez pruski rząd. W czasie II wojny światowej budowla została zniszczona. 
W 1946 roku kościół został przejęty przez Zakon Braci Mniejszych (Franciszkanów-Reformatów) z Prowincji Matki Bożej Anielskiej z siedzibą w Krakowie (ul. Reformacka 4). Po odbudowaniu i przystosowaniu dla potrzeb kultu rzymskokatolickiego kościół został uroczyście poświęcony w dniu 18 kwietnia 1949 roku przez administratora diecezji gdańskiej, księdza infułata Andrzeja Wronkę. Świątynia otrzymała wtedy wezwanie: Misyjny Kościół Morski pod wezwaniem Niepokalanego Serca Maryi. 
W latach siedemdziesiątych XX wieku w świątyni zostały wykonane prace, dostosowujące kościół do wymogów liturgii posoborowej. Oprócz tego, w oknach zostały zamontowane nowe witraże ze scenami nowotestamentowymi (w prezbiterium) oraz z życia św. Franciszka i św. Antoniego (w nawie świątyni). Na ścianach budowli zostały wykonane malowidła techniką sgraffito zaprojektowane przez Wiktora Ostrzołka z Katowic. Od 1991 roku kościół należy do nowej prowincji św. Franciszka z Asyżu Zakonu Braci Mniejszych w Poznaniu. Od czerwca 2020 roku gwardianem klasztoru jest o. Arnold Liebig OFM.